# Parquets
Parquets (パーキッツ Pākittsu?,  activo 1994-2009), fue un grupo musical de dos personas compuesto por Manami Fujino (藤野まなみ?), como cantante y Tsugumi Kataoka (片岡嗣実?), como compositor de música de fondo. Parquets produjo un determinado número de canciones exclusivamente para la serie de videojuego musical de Konami, Pop'n music, además de que creó varios álbumes, incluyendo versiones completas de sus canciones realizadas en Pop'n music. Estas canciones nunca hicieron otra aparición en otros juegos del mismo género de Bemani. También produjeron openings para varios animes, tales como Bomberman Jetters y Mirumo de pon!.
El grupo musical fue disuelto tras un evento en vivo en 2009, cuando la cantante Manami Fujino decidió tomar un receso indefinido, sin embargo, no se anunció la desintegración oficial de la banda sino hasta el 16 de noviembre de 2011, el cual, el compositor Tsugumi Kataoka lo confirmó en su blog personal.

## Discografía
- Pop'n music 3
  - 恋のシャレード (MAGICAL GIRL)
  - 水中家族のテーマ (CELT)

- Pop'n music 4
  - Over The Rainbow (FRIENDLY)

- Pop'n music 5 (CS)
  - それから (SKY)

- Pop'n music 6
  - すいみん不足 (KITERETSU)

- Pop'n music 7 AC / CS
  - HAPPY MUSIC (SUNNY)
  - お天気とチョコレート (MODE) - (CS)

- Pop'n music 8
  - Over the Rainbow (FRIENDLY LIVE)
  - チェイス! チェイス! チェイス! (FRESH)

- Pop'n music 9 AC / CS
  - Filament Circus (CAROL)
  - 水中家族のテーマ (CELT LONG)
  - うぐいす (TWEET) - (CS)

- Pop'n music 10
  - PingxPongxDash (SKIP)

- Pop'n music 11
  - さよならサンクチュアリ (VOYAGE)

- Pop'n music いろは
  - 恋する東京 (TOKYO ROMAN)

- Pop'n music カーニバル
  - メルト (MELT)

- Pop'n music FEVER! (CS)
  - アミュレット (WISH)

- Pop'n music ADVENTURE
  - つぼみ (PINKISH)

- Pop'n music PARTY♪
- 3·2·1→Smile! (CHEER PARA)
- ケロッ! と マーチ (KERO! TO MARCH)

- Pop'n music THE MOVIE
- 恋する東京 SF_P5 ElePop Mix (TOKYO ROMAN REMIX)
- ピンク (ADOLESCENCE)

- Pop'n music せんごく列伝
- パラボラ (PARABOLA)

## Álbumes
- pop'n music Artist Collection PARQUETS, lanzado el 29 de diciembre de 2001 por Konami Media Entertainment.[2]
- hummingbird, lanzado el 18 de junio de 2003 por Konami Media Entertainment.[3]
- Parquet Circle, lanzado el 1 de diciembre de 2004 por Konami Media Entertainment.
- PARQUETS pop'n music best lanzado el 24 de noviembre de 2006 por Konami Media Entertainment.[4]
- パラボラ  (Parabola), lanzado el 8 de octubre de 2008, por Sound City Records - Baundi.